# Günther Bartke
Günther Bartke (* 25. März 1923 in Schippenbeil; † 4. Oktober 2008) war ein deutscher Ökonom.
Günther Bartke war Ordinarius für Betriebswirtschaftslehre an der Universität Göttingen und Direktor des Instituts für Rechnungs- und Prüfungswesen privater und öffentlicher Betriebe. Er war Mitglied der Schmalenbach-Gesellschaft.

## Schriften
- Die Vorratsinventur: Herkömmliche und moderne Systeme und Verfahren, Köln 1967.